# Заречье (Красногорский район)
Заречье — посёлок в Красногорском районе Брянской области России. Входит в состав Лотаковского сельского поселения.

## География
Посёлок находится в западной части Брянской области, в зоне хвойно-широколиственных лесов, в пределах восточной окраины Полесской низменности, на правом берегу реки Палуж, на расстоянии примерно 18 километров (по прямой) к северу от посёлка городского типа Красная Гора, административного центра района. Абсолютная высота — 146 метров над уровнем моря.

### Климат
Климат характеризуется как умеренно континентальный. Среднегодовая многолетняя температура воздуха составляет 10 °С. Средняя температура воздуха самого тёплого месяца (июля) — 23,9 °C (абсолютный максимум — 32 °C); самого холодного (января) — −3,8 °C (абсолютный минимум — −25 °C). Безморозный период длится в среднем 170—190 дней. Среднегодовое количество атмосферных осадков составляет 550—600 мм.

### Часовой пояс
Посёлок Заречье, как и вся Брянская область, находится в часовой зоне МСК (московское время). Смещение применяемого времени относительно UTC составляет +3:00.

## История
Упоминается с 1930-х годов; до 1961 и в 1989-2005 в Кибирщинском сельсовете; 1961-1966 в Морозовском сельсовете. Решением Брянского облисполкома 11 февраля 1966 года переданы деревни Ермолинка, Кибирщина и поселок Заречье Морозовского сельсовета Клинцовского района в состав Лотаковского сельсовета того же района. В Лотаковском сельсовете до 1989 года.

## Население
| 2010 | 2013 |
| ---- | ---- |
| 10   | →10  |

### Национальный состав
В национальной структуре населения русские составляли 100 % из 29 человек (2002).